# Dave Rimington Trophy
Pour les articles homonymes, voir Rimington (homonymie).
Le Dave Rimington Trophy est une récompense décernée, chaque année depuis 2000, au meilleur joueur de football américain évoluant au poste de Centre au niveau universitaire en NCAA Division 1 FBS. Il fait référence à Dave Rimington qui a joué à cette place de 1979 à 1982 chez les Cornhuskers du Nebraska.
Conjointement, il est aussi décerné chaque année à d'anciens joueurs ayant évolué comme centre au niveau universitaire ou professionnel (comme pour le  Trophée President Gerald R. Ford Legendary Center) et qui sont devenus une légende, sur ou en dehors du terrain, ayant contribué de façon extraordinaire dans le monde des affaires ou lors d'activités civiques ou philanthropiques.
La cérémonie du Rimington Trophy sert à lever des fonds pour la Boomer Esiason Foundation, organisme luttant contre la fibrose kystique. Le trophée a été sculpté par Marc Mellon également créateur du Trophée MVP de la NBA.

## Palmarès

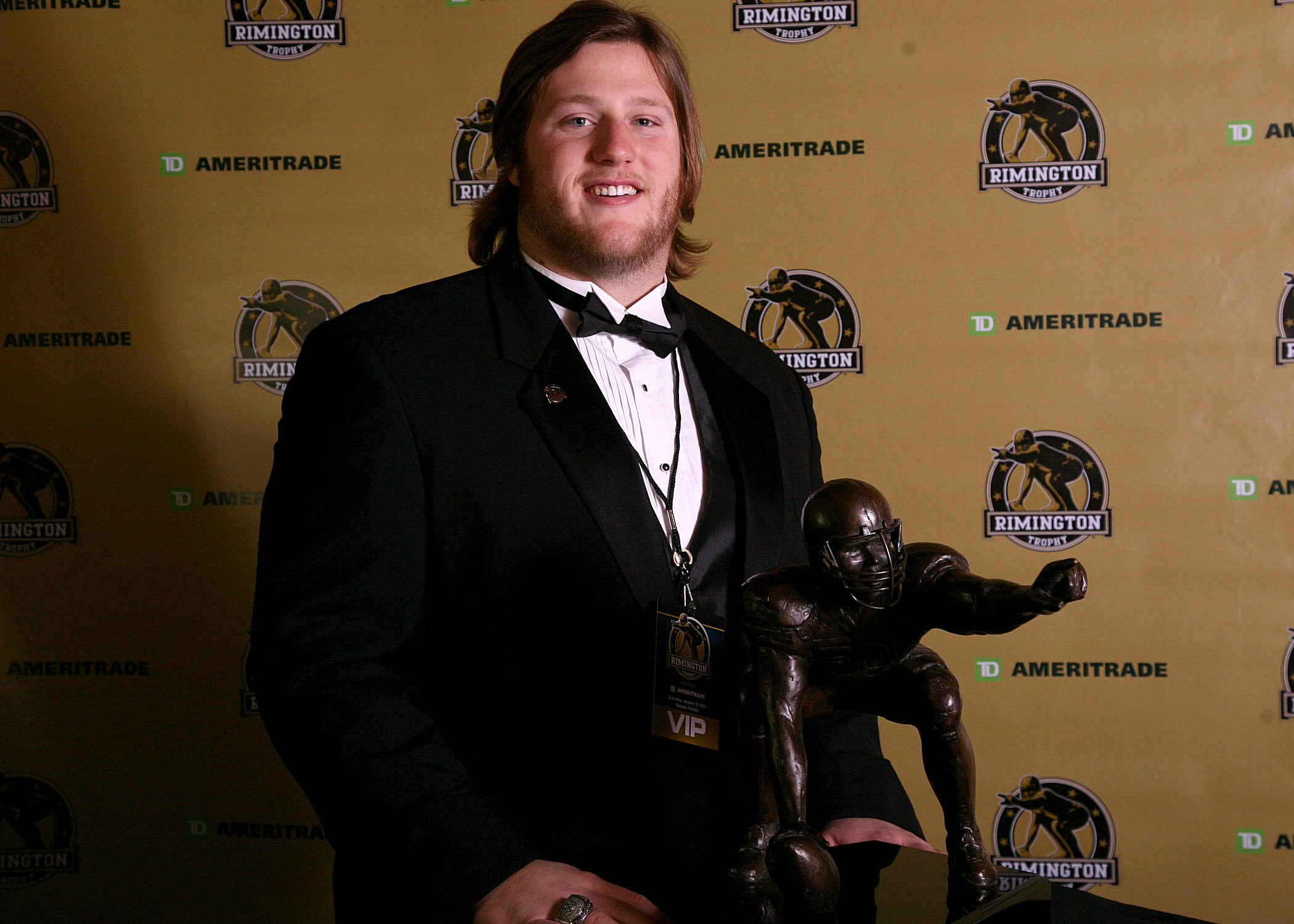
Jake Kirkpatrick des Horned Frogs de TCU, gagnant du Rimington Trophy 2010.

| Années | Joueurs                            | Équipes                                 |
| ------ | ---------------------------------- | --------------------------------------- |
| 2000   | Dominic Raiola (en)                | Cornhuskers du Nebraska                 |
| 2001   | LeCharles Bentley (en)             | Buckeyes d'Ohio State                   |
| 2002   | Brett Romberg                      | Hurricanes de Miami                     |
| 2003   | Jake Grove (en)                    | Hokies de Virginia Tech                 |
| 2004   | David Baas (en) Ben Wilkerson (en) | Wolverines du Michigan Tigers de LSU    |
| 2005   | Greg Eslinger (en)                 | Golden Gophers du Minnesota             |
| 2006   | Dan Mozes (en)                     | Mountaineers de la Virginie-Occidentale |
| 2007   | Jonathan Luigs (en)                | Razorbacks de l'Arkansas                |
| 2008   | A. Q. Shipley (en)                 | Nittany Lions de Penn State             |
| 2009   | Maurkice Pouncey                   | Gators de la Floride                    |
| 2010   | Jake Kirkpatrick (en)              | Horned Frogs de TCU                     |
| 2011   | David Molk                         | Wolverines du Michigan                  |
| 2012   | Barrett Jones                      | Crimson Tide de l'Alabama               |
| 2013   | Bryan Stork                        | Seminoles de Florida State              |
| 2014   | Reese Dismukes (en)                | Tigers d'Auburn                         |
| 2015   | Ryan Kelly                         | Crimson Tide de l'Alabama               |
| 2016   | Pat Elflein (en)                   | Buckeyes d'Ohio State                   |
| 2017   | Billy Price (en)                   | Buckeyes d'Ohio State                   |
| 2018   | Garrett Bradbury (en)              | Wolfpack de North Carolina State        |
| 2019   | Tyler Biadasz                      | Badgers du Wisconsin                    |
| 2020   | Landon Dickerson                   | Crimson Tide de l'Alabama               |
| 2021   | Tyler Linderbaum                   | Hawkeyes de l'Iowa                      |
| 2022   | Olusegun Oluwatimi (en)            | Wolverines du Michigan                  |
| 2023   | Jackson Powers-Johnson (en)        | Ducks de l'Oregon                       |

## Statistiques par équipes
| Équipes                                 | Nombre |
| --------------------------------------- | ------ |
| Buckeyes d'Ohio State                   | 3      |
| Crimson Tide de l'Alabama               | 3      |
| Wolverines du Michigan                  | 3      |
| Razorbacks de l'Arkansas                | 1      |
| Tigers d'Auburn                         | 1      |
| Gators de la Floride                    | 1      |
| Seminoles de Florida State              | 1      |
| Hawkeyes de l'Iowa                      | 1      |
| Tigers de LSU                           | 1      |
| Hurricanes de Miami                     | 1      |
| Golden Gophers du Minnesota             | 1      |
| Cornhuskers du Nebraska                 | 1      |
| Wolfpack de North Carolina State        | 1      |
| Ducks de l'Oregon                       | 1      |
| Nittany Lions de Penn State             | 1      |
| Horned Frogs de TCU                     | 1      |
| Hokies de Virginia Tech                 | 1      |
| Mountaineers de la Virginie-Occidentale | 1      |
| Badgers du Wisconsin                    | 1      |